# Zeche Pörtingsiepen

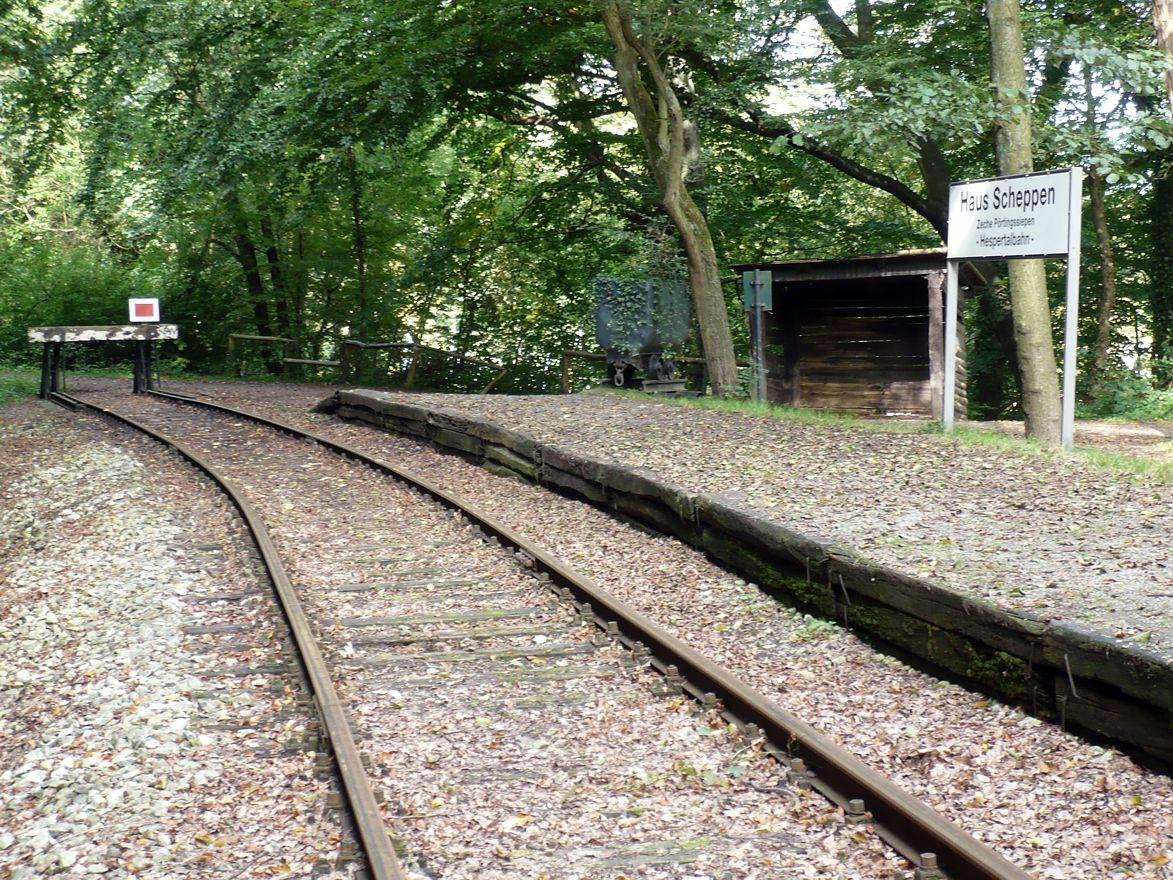
Bahnhof der Hespertalbahn Haus Scheppen/Zeche Pörtingsiepen

Die Zeche Pörtingsiepen war ein Steinkohlen-Bergwerk im Essener Stadtteil Fischlaken, südlich des heutigen Baldeneysees im Hespertal gelegen.
Der Name geht auf Siepen für ein kleines Tal und den 832 erstmals urkundlich erwähnten Hof Poerting zurück. Mit der Zeit ergaben sich die verschiedenen Schreibweisen Pörtingsiepen, Pörtingssiepen oder Poertingssiepen; es ist aber immer dasselbe Bergwerk gemeint.

## Geschichte

### Von 1777 bis 1905
Nachdem bereits seit dem 16. Jahrhundert im Grubenfeldbereich Stollen- und Pingenbau betrieben wurde, erfolgte 1777 die Verleihung einer Berechtsame, die ab 1779 den Namen Kohlenbank im Pörtingssiepen erhielt. Ein Stollenmundloch aus dieser Zeit ist heute noch zu erkennen.
Um 1800 förderten neun Mitarbeiter (1 Schichtmeister, 8 Bergleute) etwa 2.000 Tonnen Kohle pro Jahr.
Ab 1813 wurde als neuer Förderstollen der Gerhardstollen aufgefahren. Ab 1817 wurden einige kleine Göpelschächte von der Tagesoberfläche bis zur Stollensohle niedergebracht. 1835 bis 1836 wurde ein Blindschacht im Gerhardstollen niedergebracht, der die tiefer gelegenen Kohlenvorräte erschließen sollte.
Nach zusätzlichem Erwerb von Grubenfeldbesitz wurde die Zeche 1859 als Bergrechtliche Gewerkschaft unter dem Namen Vereinigte Pörtingssiepen konsolidiert.
1861 wurde der Blindschacht im Gerhardstollen nach über Tage hochgebrochen. Es entstand der Schacht 1 der Zeche Ver. Pörtingssiepen. Dieser Schacht lag in unmittelbarer Nähe der Ruhr.
1872 bis 1875 wurde an der Kreuzung Pörtingssiepen/Maasstraße der Schacht 2 abgeteuft. Dieser wurde modern ausgebaut und erhielt einen Malakowturm als Förderanlage. Die seit 1857 in Betrieb befindliche schmalspurige Hespertalbahn (Pferdeschleppbahn) zwischen Schacht 2 und dem Bahnhof Kupferdreh wurde ab 1876 für den Einsatz von Dampflokomotiven auf Normalspur umgebaut.
Ab 1880 wurde die Förderung ausschließlich über den Schacht 2 zutage gebracht, da der an der Ruhr gelegene Schacht 1 wegen abnehmender Ruhrschifffahrt außer Betrieb genommen werden musste. Das Grubenfeld wurde durch Erwerb stillliegender Anlagen wie der Zeche Vereinigte Stöckgesbank & Dodelle weiter nach Süden ausgedehnt. 1888 wurde eine Brikettfabrik in Betrieb genommen.

### Von 1905 bis 1962
Ein nördlich der Ruhr liegendes Anschlussfeld namens Gottfried Wilhelm wurde ab 1905 weitergehend erschlossen. Ab 1906 entstand hier die eigenständige Zeche Gottfried Wilhelm. 1906 ging die Zeche Ver. Pörtingssiepen mit den Rheinischen Anthracitkohlenwerken AG und der Zeche Hercules in der neu gegründeten Essener Steinkohlenbergwerke AG auf.
Im Zuge dieser gemeinsamen Betriebsführung wurde die Zeche Ver. Pörtingssiepen mit den Nachbarzechen Carl Funke und Gottfried Wilhelm durchschlägig. Die Förderung betrug 200.000 Tonnen Kohle jährlich bei 750 Beschäftigten.
Nach dem Ersten Weltkrieg und der überstandenen Krise durch Inflation und Ruhrbesetzung wurde ein umfangreicher Ausbau der Zeche Ver. Pörtingssiepen beschlossen. Das Feld Stöckgesbank wurde erschlossen. 1927 wurde über Schacht 2 ein neues Fördergerüst errichtet. Der Schacht wurde standsicher ausgemauert. 1931 musste die Brikettfabrik aufgrund der Weltwirtschaftskrise stillgelegt werden.
1937 bis 1938 wurde im Südfeld an der Ludscheidstraße der Schacht 3 abgeteuft. Dieser Schacht fungierte als Seilfahrt-, Wetter- und Bergeschacht. Die jährliche Förderung an Anthrazitkohle stieg auf 400.000 Tonnen bei 1.100 Mitarbeitern.
Nach dem Zweiten Weltkrieg wurden die Schächte erneut tiefergeteuft. Weiterhin wurden die Vorbereitung zur Zusammenfassung der Kohlenförderung im Bereich des Ruhrtales getroffen. 1955 ging die Zeche Ver. Pörtingssiepen mit der gesamten Essener Steinkohlenbergwerke AG in den Besitz der Mannesmann AG über. 1959 bis 1960 wurde das Fördergerüst Schacht 2 durch eine Turmförderanlage ersetzt.

### Von 1962 bis 1973
Im Jahre 1962 wurde die Förderung komplett auf die neue sechste Sohle ( −700 m NN) verlegt. Parallel dazu liefen die bergmännischen Arbeiten zur Schaffung eines Verbundbergwerkes mit der Zeche Carl Funke. Hierzu mussten neben der Schaffung der notwendigen Strecken und Blindschächte unter Tage mehr als 18 Kilometer Gleise auf die gemeinsame Spurweite von 600 mm umgestellt werden. 1963 wurden 518.199 Tonnen Anthrazit von 1.261 Mitarbeitern gefördert. Am 1. Oktober 1967 erfolgte mit der Zeche Carl Funke der Verbund zum Verbundbergwerk Pörtingssiepen/Carl Funke. Der Abbau erfolgte weitestgehend schachtnah in der Bochumer Mulde.

## Stilllegung und heutiger Zustand
Die Förderung auf Pörtingssiepen II wurde am 30. Dezember 1972 eingestellt, die restliche Förderung wurde auf Carl Funke gehoben und aufbereitet. Am 30. April 1973 wurde das Verbundbergwerk Pörtingssiepen/Carl Funke komplett stillgelegt.
Die Tagesanlagen blieben noch bis Anfang der 1980er Jahre verwaist stehen. Sie bildeten 1975 und 1977 den Drehort für zwei Folgen der Sendereihe „Tatort“ namens Fortuna III und Spätlese.
Ab 1981 erfolgte der Abbruch. Am 24. Juni 1982 wurde der 1958 errichtete Förderturm über Schacht 2 gesprengt.
Das Gelände der Zeche Pörtingssiepen ist heute komplett begrünt und Teil eines Rundwanderweges. Lediglich die Ablenkscheibe der Turmförderung erinnert noch an die Bergbauvergangenheit.
Durch das Aufstauen des Baldeneysees befindet sich das Gelände des ehemaligen Bergwerks Pörtingsiepen seit 1933 in einem Abstand von 50 Metern am Ufer des Sees. Ursprünglich hatte der Abstand bis zum Ufer etwa 500 Meter betragen. Die Vereinigte Pörtingsiepen (Lage) befindet sich heute etwa 500 Meter südwestlich des Sees und von Haus Scheppen, ehemals in einem Abstand zum Ufer von etwa 700 Metern.
Am 18. August 2008 wurde die ehemalige Dampflok Pörtingsiepen VI, die fast 30 Jahre auf einem kurzen Stück Gleis im Eingangsbereich der RBH in Gladbeck gestanden hat, von diesem mit zwei Autokranen abgehoben und auf einen Sattelschlepper gesetzt. Die Lok soll wahrscheinlich wieder irgendwann betriebsfähig aufgearbeitet werden, um auf der Hespertalbahn im Betrieb eingesetzt werden zu können.